# Richard M. Goody
Richard Mead Goody, né le 19 juin ou septembre 1921 et mort le 3 août 2023, est un physicien de l'atmosphère américain.

## Biographie
Richard Mead Goody naît le 19 juin ou septembre 1921,. Il étudie à l'université de Cambridge où il obtient un doctorat en sciences en 1949. À l'issue de la Seconde Guerre mondiale, il est nommé à la tête de l'Institut Max-Planck de dynamique et d'auto organisation, dans l'Allemagne défaite, puis il devient lecteur en météorologie à l'Imperial College London, où il mène des recherches sur l'absorption des rayonnements infrarouges dans l'atmosphère (fenêtre atmosphérique) et sur les interactions entre convection et rayonnement.
Il émigre aux États-Unis où il devient en juillet 1958 professeur de météorologie et directeur de l'observatoire météorologique de Blue Hill de l'université Harvard,. Il en demeure le directeur jusqu'en 1971. Il y poursuit des recherches sur les transferts radiatifs atmosphériques et s'intéresse aux atmosphères de Vénus et Mars.
Le physicien intègre en 1970 l'Académie nationale des sciences. En 1979, il participe à la rédaction du rapport Charney, qui conclut à un réchauffement climatique d'origine anthropique à venir au XXIe siècle.
Il prend sa retraite d'Harvard en 1991, mais demeure actif sur le plan scientifique. Il reçoit en 1998 la médaille William-Bowie, décernée par l'Union américaine de géophysique.
Richard Mead Goody meurt le 3 août 2023, à l'âge de 101 ans.

## Ouvrages
- (en) Richard M. Goody, James C. G. Walker et Richard M. Goodwing, Atmospheres, Prentice Hall, 1972 (ISBN 978-0130500960)
- (en) Richard M. Goody et Yuk Ling Yung, Atmospheric Radiation. Theoretical Basis, Oxford University Press, 1989 (ISBN 0-19-510291-6, lire en ligne)
- (en) Richard M. Goody, Principles of Atmospheric Physics and Chemistry, Oxford University Press, 1995 (ISBN 978-0195093629)